# علی صوفی
علی صوفی (زاده ۱۳۲۸ در لنگرود) سیاستمدار ایرانی و از سال ۱۳۹۶ دبیرکل حزب پیشرو اصلاحات است. وی استاندار گیلان در دولت اول و وزیر تعاون در دولت دوم سید محمد خاتمی بوده‌است. وی در دولت دوم میرحسین موسوی استاندار بوشهر و در دولت اول هاشمی رفسنجانی استاندار کهگیلویه و بویر احمد بود.

## انتخابات ریاست‌جمهوری ۱۴۰۳
وی در روز یکشنبه ۱۳ خرداد ۱۴۰۳ با حضور در وزارت کشور برای انتخابات ریاست‌جمهوری دوره چهاردهم ثبت‌‌نام کرد.